# Liogenys castaneus
Liogenys castaneus is een keversoort uit de familie bladsprietkevers (Scarabaeidae). De wetenschappelijke naam van de soort is voor het eerst geldig gepubliceerd in 1830 door Guerin -Meneville.